# Leon (Virgínia de l'Oest)
Leon és una població dels Estats Units a l'estat de Virgínia de l'Oest. Segons el cens del 2000 tenia 132 habitants.

## Demografia
Segons el cens del 2000, Leon tenia 132 habitants, 60 habitatges, i 40 famílies. La densitat de població era de 149,9 habitants per km².
Dels 60 habitatges en un 26,7% hi vivien nens de menys de 18 anys, en un 60% hi vivien parelles casades, en un 3,3% dones solteres, i en un 33,3% no eren unitats familiars. En el 33,3% dels habitatges hi vivien persones soles el 15% de les quals corresponia a persones de 65 anys o més que vivien soles. El nombre mitjà de persones vivint en cada habitatge era de 2,2 i el nombre mitjà de persones que vivien en cada família era de 2,8.
Per edats la població es repartia de la següent manera: un 18,2% tenia menys de 18 anys, un 5,3% entre 18 i 24, un 28% entre 25 i 44, un 31,1% de 45 a 60 i un 17,4% 65 anys o més.
L'edat mediana era de 44 anys. Per cada 100 dones de 18 o més anys hi havia 103,8 homes.
La renda mediana per habitatge era de 21.429 $ i la renda mediana per família de 27.500 $. Els homes tenien una renda mediana de 30.313 $ mentre que les dones 11.000 $. La renda per capita de la població era d'11.381 $. Entorn del 16,7% de les famílies i el 12,3% de la població estaven per davall del llindar de pobresa.

## Poblacions més properes
El següent diagrama mostra les poblacions més properes.